# Vejlby Sogn (Fredericia Kommune)
Vejlby Sogn ist eine Kirchspielsgemeinde (dän.: Sogn) im südlichen Dänemark. Bis 1970 gehörte sie zur Harde Elbo Herred im damaligen Vejle Amt, danach zur Fredericia Kommune im erweiterten Vejle Amt, die im Zuge der  Kommunalreform zum 1. Januar 2007 Teil der Region Syddanmark geworden ist.
Im Kirchspiel leben 1914 Einwohner (Stand:1. Januar 2023). Im Kirchspiel liegt die Kirche „Egeskov Kirke“.
Nachbargemeinden sind im Süden Christians Sogn und im Westen Bredstrup Sogn, ferner in der nördlich benachbarten Vejle Kommune Gårslev Sogn.